# ISO 10303
L'ISO 10303, nome ufficiale STEP (STandard for the Exchange of Product model data - "Norme per lo Scambio dei dati dei Prodotti"), è uno standard contenente una serie di regole per l'integrazione, la presentazione e lo scambio di dati (via computer); può essere usata per trasferire dati tra i seguenti sistemi: CAD, CAM, CAE, PDM/EDM. L'obiettivo è una descrizione senza ambiguità, che può essere adattata a tutti i sistemi informatici. Permette anche l'archiviazione dei dati a lungo termine e la creazione di basi di dati centralizzate.
Nella progettazione e nella fabbricazione molti sistemi sono usati per gestire i dati tecnici dei prodotti. Ogni sistema ha i suoi propri formati di dati, cosicché la stessa informazione deve essere introdotta numerose volte in molteplici sistemi, portando ad eccessi e ad errori. Il problema non riguarda solo la fabbricazione, ma in questo caso è ancora più delicato, dato che la tridimensionalità aumenta la possibilità di errori ed equivoci tra gli operatori. Il National Institute of Standards and Technology statunitense ha stimato il costo dovuto all'incompatibilità dei dati a circa di 90 miliardi di dollari nell'industria di fabbricazione.
Nel corso degli anni sono state proposte molte soluzioni. Quelle che hanno avuto maggior successo sono state le norme per lo scambio dei dati. Le prime norme erano nazionali ed erano incentrate sullo scambio dei dati geometrici. Esse includevano il SET in Francia, il VDA-FS in Germania e l'IGES negli Stati Uniti di America. Inoltre, un grande contributo è stato dato dall'Organizzazione internazionale per la normazione (ISO) per unificare le norme in uno standard internazionale.
Quasi tutti i maggiori sistemi di CAD/CAM possiedono un metodo per leggere e scrivere i dati ulteriormente definiti da uno dei Protocolli di Applicazione di STEP (AP). Negli USA il protocollo AP-203 è il più comune. Questo protocollo viene usato per scambiare dati che descrivono progetti rappresentando elementi tridimensionali o combinazioni di questi elementi. In Europa un protocollo molto simile, chiamato AP-214, svolge la stessa funzione.

## Formato
I dati sono trasferiti via
- STEP-File:
- SDAI
- STEP-XML

Il formato di uno STEP-File è definito in ISO 10303-21 "Clear Text Encoding of the Exchange Structure".
Data la sua struttura ASCII, è facile leggere uno STEP-File, ecco un esempio:
```
ISO-10303-21;
HEADER;
FILE_DESCRIPTION(
/* descrizione */ ('Un esempio semplice di AP214 con un solo componente'),
/* livello  */ '2;1');
FILE_NAME(
/* nominare */ 'demo',
/* tempo_e_data  */ '2006-08-11T11:57:53',
/* autore */ ('Alessandro Manzoni'),
/* organizzazione */ ('JFBA, Inc.'),
/* versione */ ' ',
/* sistema */ 'IDA-STEP',
/* autorizzazione */ ' ');
FILE_SCHEMA (('CONCEZIONE_AUTOMOBILISTICA { 1 0 10303 214 2 1 1}'))
ENDSEC;
DATA;
#10=ORGANIZZAZIONE('O0001','JFBA S.A.','società');
#11=CONTESTO_DI_DEFINIZIONE_DI_PRODOTTO('DEFINIZIONE_DI_COMPONENTE',#12,'fabbricazione');
#12=CONTESTO_DELLA_DOMANDA('concezione_meccanica');
#13=DEFINIZIONE_DI_PROTOCOLLO(
''
,'concezione_automatica',2006,#12);
#14=DEFINIZIONE_DI_PRODOTTO('0',$,#15,#11);
#15=FORMAZIONE_Di_DEFINIZIONE_DI_PRODOTTO('1',$,#16);
#16=PRODOTTO('A0001','componente sperimentale',
'
'
,(#18));
#17=CATEGORIA_RELATIVA_AL_PRODOTTO('Componente',$,(#16));
#18=CONTESTO_DEL_PRODOTTO(
'
'
,#12,
'
'
);
#19=RICHIESTA_DELL'_ORGANIZZAZIONE(#10,#20,(#16));
#20=RUOLO_DELL'_ORGANIZZAZIONE('CODICI_DI_IDENTIFICAZIONE');
ENDSEC;
END-ISO-10303-21;
```

EXPRESS è il nome ufficiale di ISO 10303-11. È la lingua di programmazione di STEP, simile a Pascal. La grafica di EXPRESS è chiamata EXPRESS-G.

## Differenze tra 203 e 214
Come già accennato in precedenza, esistono le versioni STEP AP203 e AP214, che non hanno solo una differenza geografica (USA per il primo, Europa per il secondo) ma anche altre differenze:
- AP203 definisce la geometria, la topologia e la gestione della configurazione dei dati di parti e assiemi.
- AP214 comprende le caratteristiche del AP203 e include colori, layers, dimensioni geometriche e tolleranze e il design intent.

AP214 è considerato un'estensione del AP203.

## STEP nel futuro
Nonostante STEP abbia avuto molto successo, rimane ancora il problema della velocità dello sviluppo e dell'impiego. Molti critici mettono in evidenza che gli standard XML per il commercio su Internet si stanno sviluppando molto più velocemente.
Fondamentalmente, i dati dei prodotti sono molto diversi dai dati del commercio su internet come anticipi, saldi, ecc. Il metodo tradizionale per comunicare le informazioni sui dati dei prodotti è creare un abbozzo ma, per comunicare un anticipo, il metodo tradizionale è creare un modello. Le informazioni degli abbozzi sono molto più complicate e articolate, è ciò rende STEP molto più difficile da sviluppare.
È in corso lo sviluppo di un formato XML per condividere con STEP i dati dei prodotti. Ma STEP divide i dati originali in entità multiple che non sono facili da capire per XML o per qualunque altro formato. L'obiettivo finale è che STEP crei automaticamente un documento XML.

## Protocolli di applicazione di Step (AP)
Un elenco dei protocolli di applicazione di Step (AP) datato giugno 2004 è rappresentato in questa sezione:
- Parte 201 Schema dettagliato
- Parte 202 Schema d'associazione
- Parte 203 Progetto con configurazione controllata
- Parte 204 Progetto meccanico con la Rappresentazione dei Perimetri
- Parte 205 Progetto meccanico con Rappresentazione delle Superfici)
- Parte 206 Progetto meccanico con la Rappresentazione delle 3Dimensioni
- Parte 207 Utensili per la Manifatturazione di Fogli di Metallo
- Parte 208 Processo di Cambiamento di Prodotto per tutta la sua Durata
- Parte 209 Progettazione attraverso l'Analisi delle Strutture Metalliche e delle Leghe
- Parte 210 Assemblaggio del Circuito Elettronico Stampato, Progettazione e Manifatturazione
- Parte 211 Testi Elettronici per la Diagnosi e la Rimanifatturazione
- Parte 212 Fabbriche Elettrotecniche
- Parte 213 Controllo Digitale della Procedura per le Parti Manifatturate
- Parte 214 Dati Principali per i Progetti di Designazione della Meccanica Automobilistica
- Parte 215 Ancoraggio Navale
- Parte 216 Forme Stampate per la Progettazione di Navi
- Parte 217 Impianto di Tubazione per Navi
- Parte 218 Strutture di Navi
- Parte 219 Processo di Pianificazione Dimensionale di Macchine per la Misurazione di Coordinate Cartesiane o CMM
- Parte 220 Pianificazione dell'Assemblaggio di Circuiti Stampati
- Parte 221 Dati Funzionali e Rappresentazione Schematica dei Processi
- Parte 222 Ingegneria della Manifatturazione di Strutture delle Leghe
- Parte 223 Scambio di design e Fabbricazione DPD per Composites
- Parte 224 Definizione dei prodotti meccanici per la pianificazione di processo
- Parte 225 Elementi per l'edificazione strutturale usando rappresentazioni di forma esplicita
- Parte 226 Sistemi Meccanici per la costruzione di navi
- Parte 227 Configurazione Spaziale di fabbrica
- Parte 228 Servizi per edifici
- Parte 229 Informazioni per la progettazione e la manifatturazione delle parti forgiate
- Parte 230 Struttura per costruzioni con parti in acciaio
- Parte 231 Dati per in processi ingegneristici
- Parte 232 Dati tecnici per imballamento
- Parte 233 Rappresentazione di dati per i sistemi ingegneristici
- Parte 234 Loghi, record e messaggi per operazioni navali
- Parte 235 Informazioni dei materiali di prodotto
- Parte 236 Prodotti e progetti per la fornitura
- Parte 237 Dinamiche dei fluidi
- Parte 238 Fabbricazione integrata CNC
- Parte 239 Product Life Cycle Support attraverso il Ciclo Vitale di prodotto
- Parte 240 Pianificazione di Processi

Uno dei vantaggi di Step è la capacità di supportare diversi protocolli all'interno di una struttura unica. I protocolli sono tutti costruiti con la stessa serie di Risorse Integrate (IR) cosicché vengano usate le stesse definizioni. Per esempio, AP-203 e AP-214 usano le stesse definizioni per la geometria solida, per i dati di montaggio e per le informazioni basilari dei prodotti. Perciò i fornitori di CAD possono supportare entrambi i protocolli usando uno stesso codice.
Ogni protocollo di applicazione include un diagramma che descriva le funzioni che un ingegnere deve tener conto per perseguire il suo scopo e un modello di requisito di Applicazione che descriva le informazioni richieste da tali attività.
Questi richieste di informazioni vengono poi inserite in una serie comune di risorse integrate e il risultato è un modello di scambio di dati adatti allo scopo. L'obiettivo ultimo di STEP è spiegare l'intero ciclo vitale di ogni tipo di prodotto, dalla progettazione concettuale al risultato finale. In ogni caso, ci vorranno degli anni prima che questo obiettivo venga raggiunto.
Oggi il vantaggio più tangibile per chi usa STEP è l'abilità di scambiare dati di progetto come modelli solidi o modelli solidi articolati. Altri standard per lo scambio dei dati, come la più nuova versione di IGES, supportano lo scambio di materiali solidi.
STEP ha aperto la strada allo scambio dei dati in 3D organizzando un forum tecnico per i venditori di CAD in modo da migliorare continuamente la qualità del modello di scambio di questo tipo di dati. Il compimento di questo successo è abbastanza interessante poiché dimostra che la riluttanza iniziale dei venditori nell'accettare le norme ulteriormente definite per gli operatori, poteva essere superata con sufficiente perseveranza.
All'inizio, nel 1996, c'erano numerose opinioni riguardo alla fattibilità di scambiare dati di geometria solida tra i sistemi usando uno standard neutrale. Tuttavia, nel 1997 Ford, Allied Signal e STEP Tools Inc. hanno realizzato con successo il primo scambio di dati geometrici usando STEP. Una volta che questa possibilità fondamentale era stata provata, un progetto sperimentale chiamato AeroSTEP fu ideato da Boeing e dai suoi fornitori di motori per aerei per testare i primi traduttori, scambiando dati riguardanti l'ubicazione del motore all'interno della struttura di un aereo. Questo progetto è cominciato scambiando i modelli unidimensionali, ma in seguito ha provato anche lo scambio di modelli più complessi.
AeroSTEP ha chiarificato come lo scambio di dati STEP dei modelli solidi fosse sia fattibile, sia valevole. Di conseguenza, in Europa, Asia e negli USA furono creati forum tecnici organizzati indipendentemente dai fornitori di CAD, e la qualità dei traduttori venne migliorata a tal punto che, dopo il 2001, ogni operatore ordinario, anche delle organizzazioni piccole, poté usare STEP.

### STEP per le Dimensioni Geometriche e le loro variazioni permesse
La manifatturazione ha bisogno di più di un semplice modello geometrico per creare una parte; sono richiesti in aggiunta molti dettagli.
Il più importante di questi dettagli è la descrizione delle variazioni permesse, che porterà alla selezione del processo produttivo e degli strumenti. Un modello d'informazione di tolleranza geometrica è stato aggiunto a STEP come parte della seconda edizione di AP-203 (settembre 2004).